# Skauthøi
De Skauthøi is een berg behorende bij de gemeente Lom in de provincie Oppland in Noorwegen. De berg, gelegen in Nationaal park Jotunheimen, heeft een hoogte van 1993 meter.
De Skauthøi is onderdeel van het gebergte Jotunheimen.